# Путилова, Ия Николаевна
Ия Николаевна Пути́лова (4 августа 1908 — 17 августа 1989) — советский химик, доктор химических наук, доцент кафедры коллоидной химии МГУ (1938—1950), (с 1953) профессор и (с 1961) заведующая кафедрой общей и неорганической химии в Московском технологическом институте пищевой промышленности, автор нескольких учебных пособий по химии. Один из создателей эффективного ингибитора коррозии металлов «Уникол».

## Биография
Родилась 4 августа 1908 года в Богородске (ныне Ногинск, Московская область). В 1925 году окончила Московскую гимназию, в 1930 году — химический факультет МГУ. По окончании университета один год проработала химиком-технологом на меховой фабрике, затем несколько лет проработала в ВИЭМе. В конце 1930х годов стала доцентом кафедры коллоидной химии МГУ. В 1939 году защитила кандидатскую диссертацию. В 1942—1943 исполняла обязанности заведующего кафедрой коллоидной химии химфака МГУ (той его части, что оставалась в Москве). Принимала участие в организации производства ингибиторов коррозии металлов, а в 1943—1944 гг. была директором завода «Уникол» Наркомнефти. В 1946 году Ия Николаевна защитила докторскую диссертацию.
Скончалась 17 августа 1989 года и была похоронена на Даниловском кладбище, Москва.

## Научные исследования
Путилова работала под руководством члена-корреспондента Академии наук СССР А. И. Рабиновича. C 1938 года принимала участие в исследованиях устройства коллоидных систем, теории мембранного равновесия, определении сольватации частиц.

### Ингибиторы коррозии металлов
В военные годы основное направление научной деятельности было сосредоточено на разработке и синтезе эмульсионных морозостойких смазок и ингибиторов кислотной коррозии. Путилова совместно с В. П. Баранником и С. А. Балезиным исследовали с этой целью ингибиторы из растительных экстрактов и обнаружили, что ими являются алкалоиды и другие азотистые основания. Кроме того, значительные результаты они получили в ходе исследования защитного действия смесей ингибиторов. После изучения торможения коррозии смесью наркотина и морфина было введено понятие аддитивность — сложение ингибирующего эффекта веществ, схожих по химическому составу.
Методы получения и применения кислотных ингибиторов на основе растительных экстрактов были изложены и опубликованы в «Защите металлов от разъедания кислотами» (1945). В 1958 году вышла книга «Ингибиторы коррозии металлов» где Путилова И. Н., Баранник В. П. и Балезин С. А. обобщили свои знания об ингибиторах в различных средах, механизмах их действия и классификации.

### «Уникол»
В 1942 году Путиловой и Баранником был синтезирован препарат «Уникол», названный в честь Московского университета и кафедры коллоидной химии . Первые ингибиторы «Уникол» использовались для замедления коррозии чёрных металлов при травлении их в серной кислоте (МН, МН-2, МН-3, МН-10) и в соляной кислоте (ПБ, ПБ-3, ПБ-4, ПБ-5). Ингибитор ПБ-5 — продукт конденсации уротропина и анилина позволил транспортировать концентрированную соляную кислоту в стальных цистернах. Ингибитор ПБ-5 успешно применяется и в наше время в нефтяной промышленности.
Первые партии препарата изготовлялись прямо в университете и отправлялись на фронт непосредственно из лаборатории. 15 апреля 1943 года официальным решением ингибитор «уникол» был принят на снабжение армии и промышленности. Он получил широкое применение на фронте. Огнестрельное оружие, детали танков, автомашин и артиллерийского вооружения, пострадавшие от коррозии, благодаря препарату вновь становились годными к употреблению.

## Педагогическая деятельность
В 1930-х Путилова преподавала в Институте легкой промышленности. После перехода в Московский университет в начале 1940 года участвовала в постановке новых задач по коллоидной химии в общем практикуме кафедры коллоидной химии МГУ. Выступала с лекциями за рубежом. Является автором учебного пособия «Руководство к практическим занятиям по коллоидной химии» (1943). Данное пособие долгое время было основным для всех студентов, изучающих коллоидную химию. Также в соавторстве с Путиловой было выпущено два учебника: «Коррозия и защита металлических сооружений средств связи» (1962) и «Курс общей химии» для нехимических специальностей вузов (1964).

## Основные труды
- Путилова И. Н., Балезин С. А.,. Баранник В. П Защита металлов от разъедания кислотами (Органические ингибиторы и их применение). М., Госхимиздат, 1945, 31 с.
- Балезин С. А., Баранник В. П., И. Н. Путилова. Применение ингибиторов кислотной коррозии. М., Госхимиздат, 1948, 30 с.
- Путилова И. Н., Балезин С. А., Баранник В. П. Ингибиторы коррозии металлов. М:,Госхимиздат, 1958, 184 с.
- Путилова И. Н. Руководство к практическим занятиям по коллоидной химии. 4-е изд., перераб. и доп. М: Высш. школа, 1961, 342 с.
- Путилова И. Н., Марченко А. Ф., Никольский К. К. и др. Коррозия и защита металлических сооружений средств связи. М.,Связьиздат, 1962, 176 с.
- Путилова И. Н., Левант Г. Е., Райцын Г. А. и др. Курс общей химии. М., Высш. школа, 1964, 446 с.

## Список патентов
- И. Н. Путилова, С. А. Балезин, P. И. Арунов и В. П. Баранник. Способ приготовления пасты для очистки черных металлов от ржавчины и окалины. Авторское свидетельство № 72617, заявлено 27 октября.
- Р. И. Арунов, С. А. Балезин, В. H. Баранник, С. К. Новиков и И. Н. Путилова. Способ изготовления травильной присадки. Авторское свидетельство № 123383, заявлено 25 июня.
- И. Н. Путилова, С. А. Балезин,Р. И. Арунов и В. H. Баранник. Способ получения ингибиторов кислотной коррозии. Авторское свидетельство № 123385 взамен ранее изданного, заявлено 24 декабря 1945, опубликовано 23 октября.

## Награды и премии
- Сталинская премия третьей степени (1946) — за создание и внедрение в практику новых препаратов-ингибиторов, защищающих металлы от воздействия кислот («Уникол»);
- Медаль «За трудовое отличие»;
- Медаль «За оборону Москвы»;
- отличник Наркомнефти.